# 2014年冬季奧林匹克運動會雪車比賽
2014年冬季奧林匹克運動會雪车比賽於2014年2月16日至23日在俄羅斯卡拉斯拉雅波利亞納雪橇運動中心舉行。

## 獎牌榜
| 排名                | 代表团              | 金牌 | 銀牌 | 銅牌 | 总计 |
| ------------------- | ------------------- | ---- | ---- | ---- | ---- |
| 1                   | 拉脱维亚（LAT）     | 1    | 0    | 1    | 2    |
| 2                   | 加拿大（CAN）       | 1    | 0    | 0    | 1    |
| 2                   | 瑞士（SUI）         | 1    | 0    | 0    | 1    |
| 4                   | 美国（USA）         | 0    | 3    | 1    | 4    |
| 5                   | 英国（GBR）         | 0    | 0    | 1    | 1    |
| 总计（共5个代表团） | 总计（共5个代表团） | 3    | 3    | 3    | 9    |

## 各項成績
| 項目        | 金牌                                                                                        | 金牌    | 银牌                                                                                | 银牌    | 铜牌                                                                         | 铜牌    |
| 男子雙人[a] | 瑞士（SUI） · 贝亚特·黑夫蒂 · 亚历克斯·鲍曼                                                 | 3:46.05 | 美国（USA） · 史蒂文·霍尔库姆 · 史蒂文·兰顿                                         | 3:46.27 | 拉脱维亚（LAT） · 奥斯卡斯·梅尔巴季斯 · Daumants Dreiskens                   | 3:46.48 |
| 男子四人[a] | 拉脱维亚（LAT） · 奥斯卡斯·梅尔巴季斯 · Arvis Vilkaste · Daumants Dreiškens · Jānis Strenga | 3:40.69 | 美国（USA） · 史蒂文·霍尔库姆 · 史蒂文·兰顿 · 柯蒂斯·托马塞维奇 · 克里斯托弗·福格特 | 3:40.99 | 英国（GBR） · 约翰·詹姆斯·杰克逊 · 斯图尔特·本森 · 布鲁斯·塔斯克 · 乔尔·费伦 | 3:41.10 |
| 女子雙人    | 加拿大（CAN） · 凯莉·汉弗莱斯 · 希瑟·莫伊斯                                                 | 3:50.61 | 美国（USA） · Elana Meyers · 劳琳·威廉斯                                            | 3:50.71 | 美国（USA） · Jamie Greubel · 阿贾·埃文斯                                    | 3:51.61 |

a 俄罗斯原本获得男子双人和男子四人的金牌，然而2017年11月，国际奥委会宣布其发现俄罗斯队部分成员的药检样本存在问题，决定取消俄罗斯队在雪车项目上所获得的两枚金牌。

## 參賽資格
本賽事最多有170個參賽名額。最多由130位男性和40女性運動員取得資格。資格是根據2014年1月20日的世界排名決定。

## 參賽國家
本屆賽事共有23個國家的169位運動員參加本屆賽事。
| - （6） - 奥地利（6） - 比利时（2） - 巴西（6） - 加拿大（16） - 捷克（4） - 法国（8） - 德国（18） | - 英国（8） - 意大利（4） - 牙买加（2） - 日本（4） - 拉脱维亚（8） - 摩纳哥（2） - 荷兰（6） - 波兰（4） | - 罗马尼亚（8） - 俄罗斯（16） - 塞尔维亚（2） - 斯洛伐克（4） - 韩国（10） - 瑞士（9） - 美国（16） |